# HD 17092
HD 17092 är en ensam stjärna belägen i den norra delen av stjärnbilden Perseus. Den har en skenbar magnitud av ca 7,73 och kräver åtminstone en stark handkikare för att kunna observeras. Baserat på parallax enligt Gaia Data Release 2 på ca 4,3 mas, beräknas den befinna sig på ett avstånd på ca 750 ljusår (ca 230 parsek) från solen. Den rör sig bort från solen med en heliocentrisk radialhastighet på ca 6 km/s.

## Egenskaper
HD 17092 är en orange till röd jättestjärna i huvudserien av spektralklass K0 III. Den har en massa som är ca 2,3 solmassor och en effektiv temperatur av ca 4 700 K.

## Planetsystem
I maj 2007, upptäcktes exoplaneten HD 17092 b med Hobby-Eberly-teleskopet av Niedzielski med hjälp av wobblermetoden. Planeten är en massiv gasjätte och kretsar i en bana 1,29 astronomiska enheter från stjärnan med en period på ca 360 dygn.
| Planet | Massa         | Halv storaxel (AE) | Siderisk omloppstid (d) | Excentricitet | Inklination | Radie |
| ------ | ------------- | ------------------ | ----------------------- | ------------- | ----------- | ----- |
| b      | ≥4,6 ± 0,3 MJ | 1,29 ± 0,05        | 359,9 ± 2,4             | 0,166 ± 0,052 | -           | -     |